# Ирга колосистая
Ирга колосистая (лат. Amelanchier spicata) — вид рода Ирга семейства Розовые (Rosaceae). Широко распространена в Северной Америке.

## Ботаническое описание

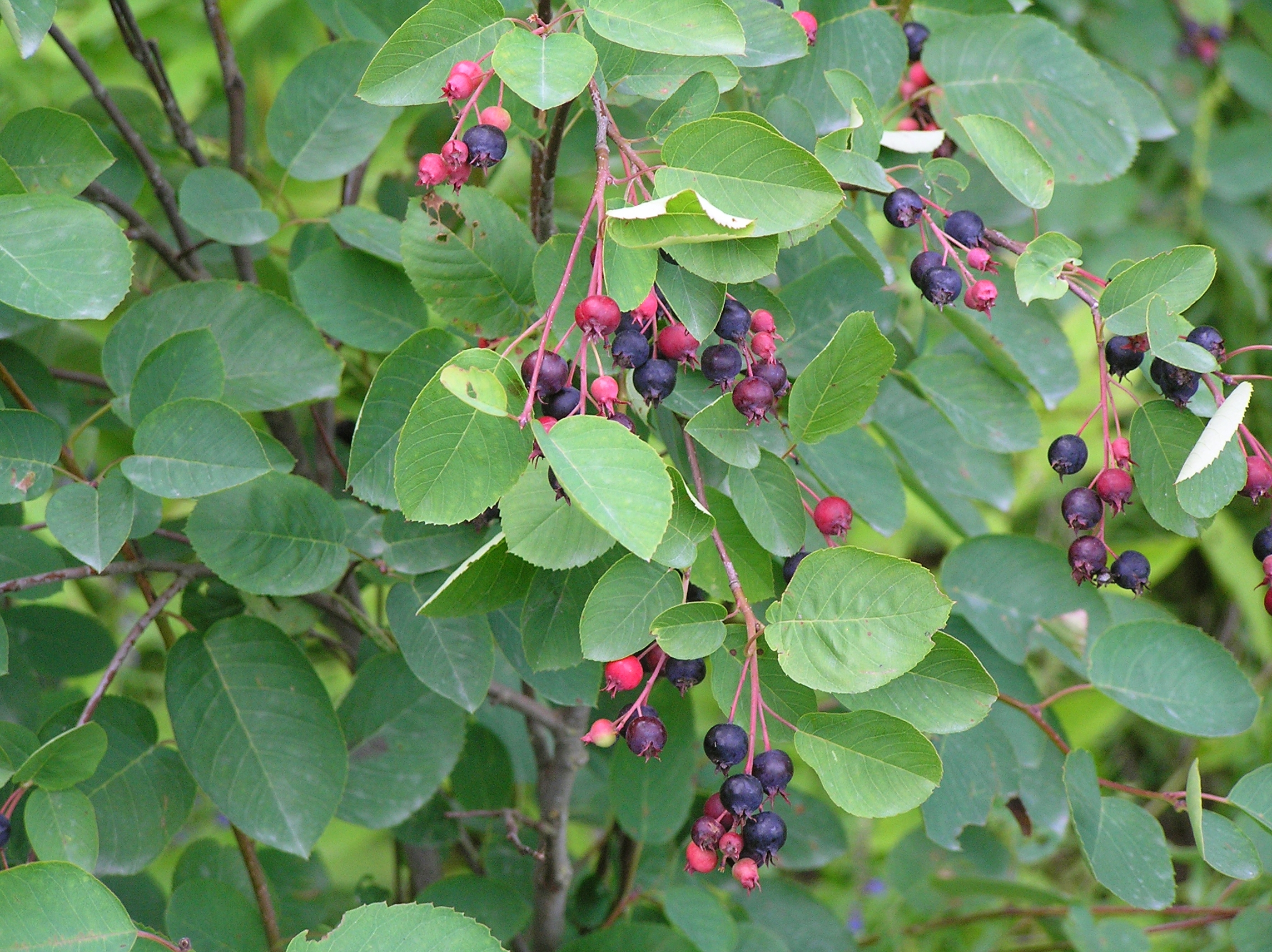
Плоды

Кустарник высотой от 2 до 5 м. Многочисленные, тонкие стебли часто растут под землей как короткие столоны, пока не пробиваются из земли отдельно. Очень старые стволы изредка вырастают до 7 метров в высоту и более чем в руку толщиной. Толстые ветви также растут вертикально. У очень старых экземпляров ветви иногда нависают из-за их веса. Кора коричневая, покрытая колючками. Яйцевидные бутоны, направлены вверх, от 4 до 12 миллиметров в длину и варьируются в ширину от 1 до 4 мм. Обычно имеют тёмно-красный цвет, в тенистых местах могут быть и светлее. Чешуйки почек изнутри длиннореснитчатые, сильные почки могут иметь такое опушение и снаружи.
Листья очерёдные, разделены на черешок и листовую пластинку. Простая, более или менее пильчатая, зубчатая или цельная, 3-5,5 см длиной лопасть листа яйцевидная, широко эллиптическая или широко обратнояйцевидная, округлая, часто слегка сердцевидная, а округлый кончик лопасти иногда заканчивается колючкой длиной 1-1,5 мм. Нижняя сторона листа вначале покрыта желтоватыми, похожими на войлок волосками, а затем становится голой, только стебель постоянно волосистый. Листья сначала светло-зеленые, а осенью имеют непривлекательную желто-коричневую пятнистую окраску.
Период цветения — с апреля по май. Короткое, жестко прямостоячее соцветие длиной от 3,5 до 6,5, редко до 7 сантиметров, обычно содержит от 8 до 11 (от 6 до 20) цветков. Душистые цветки радиально-симметричные, пятизубчатые с двойным околоцветником. Пять белых лепестков длиной от 6 до 10 мм, примерно в два раза длиннее ширины, обратнояйцевидные и реснитчатые по краю. Имеется до 20 коротких тычинок. Полусубстанционная завязь с короткими, выше свободными стилями обычно густо волосистая на верхнем конце.
Плоды со стойкой чашечкой размером от 8 до 11 мм, от тёмно-красных до тёмно-синих, когда созревают. Плоды сладкие.
Хромосомное число 2n = 68.

## Распространение и экология
Широкий природный ареал распространения вида простирается от восточной Канады в Нью-Брансуике, Ньюфаундленде, Новой Шотландии, Онтарио, Острове Принца Эдуарда, Квебеке до восточных и центральных штатов США: Коннектикут, Мэн, Массачусетс, Мичиган, Нью-Гэмпшир, Нью-Джерси, Нью-Йорк, Огайо, Пенсильвания, Род-Айленд, Вермонт, Западная Вирджиния, Иллинойс, Айова.
В Европе используется в качестве декоративного кустарника в парках и садах с начала XIX века. Редко встречается в дикой природе, в основном у берегов Северного и Балтийского морей. Встречается на территории европейской части России и доходит до Урала. В Германии вид считается натурализованным неофитом.

## Классификация

### Таксономическое положение
- Amelanchier spicata (Lam.) K.Koch, 1869, Dendrologie 1: 182

Вид Ирга колосистая включается в род Ирга (Amelanchier) семейства Розовые (Rosaceae) порядка Розоцветные (Rosales), последовательно входящего в более крупные клады Фабиды → Розиды → Суперрозиды → Эвдикоты → Цветковые растения. Таксономическая схема в соответствии с Системой APG IV по состоянию на июнь 2024 года:
|  |                          |  |                                   |                                   |                   |  | еще 8 семейств | еще 8 семейств |                     |  |  |  | еще 27 подтвержденных видов и 73 вида, ожидающих подтверждения |
|  |                          |  |                                   |                                   |                   |  | еще 8 семейств | еще 8 семейств |                     |  |  |  | еще 27 подтвержденных видов и 73 вида, ожидающих подтверждения |
|  |                          |  |                                   | порядок Розоцветные               |                   |  |                |                | род Ирга            |  |  |  |                                                                |
|  |                          |  |                                   | порядок Розоцветные               |                   |  |                |                | род Ирга            |  |  |  |                                                                |
|  | клада Цветковые растения |  |                                   |                                   | семейство Розовые |  |                |                | вид Ирга колосистая |  |  |  |                                                                |
|  | клада Цветковые растения |  |                                   |                                   | семейство Розовые |  |                |                |                     |  |  |  |                                                                |
|  |                          |  | ещё 63 порядка цветковых растений | ещё 63 порядка цветковых растений |                   |  |                | еще 116 родов  | еще 116 родов       |  |  |  |                                                                |
|  |                          |  |                                   | ещё 63 порядка цветковых растений |                   |  |                |                | еще 116 родов       |  |  |  |                                                                |